# PlayStation 4
PlayStation 4 (viết tắt là PS4) là một loại máy chơi game gia đình do Sony Interactive Entertainment phát triển. Được công bố là thế hệ máy kế nhiệm PlayStation 3 trong một cuộc họp báo vào ngày 20 tháng 2 năm 2013, nó được ra mắt vào ngày 15 tháng 11 tại Bắc Mỹ, ngày 29 tháng 11 ở Châu Âu, Nam Mỹ và Úc; và ngày 22 tháng 2 năm 2014 tại Nhật Bản. Nó cạnh tranh với Wii U, Switch của Nintendo và Xbox One của Microsoft.
Việc tiếp nhận mô hình PlayStation 4 ban đầu là tích cực, với các nhà phê bình khen ngợi Sony vì đã thừa nhận nhu cầu của người tiêu dùng, bao gồm phát triển trò chơi độc lập và không áp đặt các chương trình quản lý quyền kỹ thuật số hạn chế mà Microsoft đã tuyên bố trước đó cho Xbox One trước khi phát hành. Các nhà phê bình và các hãng phim bên thứ ba cũng đánh giá khả năng của PlayStation 4 so với đối thủ cạnh tranh của nó; các nhà phát triển mô tả sự khác biệt về hiệu suất giữa giao diện điều khiển và Xbox One là "đáng kể" và "rõ ràng". Nhu cầu tăng lên cũng giúp doanh số bán máy PS4 trên toàn cầu của Sony. Vào cuối năm 2016, hơn 53 triệu máy PS4 đã được bán trên toàn thế giới, với hơn 57 triệu chiếc được vận chuyển đến tay người sử dụng.

## Phần cứng

### Thông số kỹ thuật
PS4 sử dụng vi xử lý được phát triển bởi AMD. CPU gồm 8 lõi x86-64, bộ nhớ RAM 8GB. Máy được trang bị đầu đọc Blu-ray, kết nối Wifi, Bluetooth và cổng USB 3.0. PS4 có bộ nhớ trong 500GB và có khả năng chơi phim và hình ảnh ở độ phân giải 4K.

### Bộ điều khiển

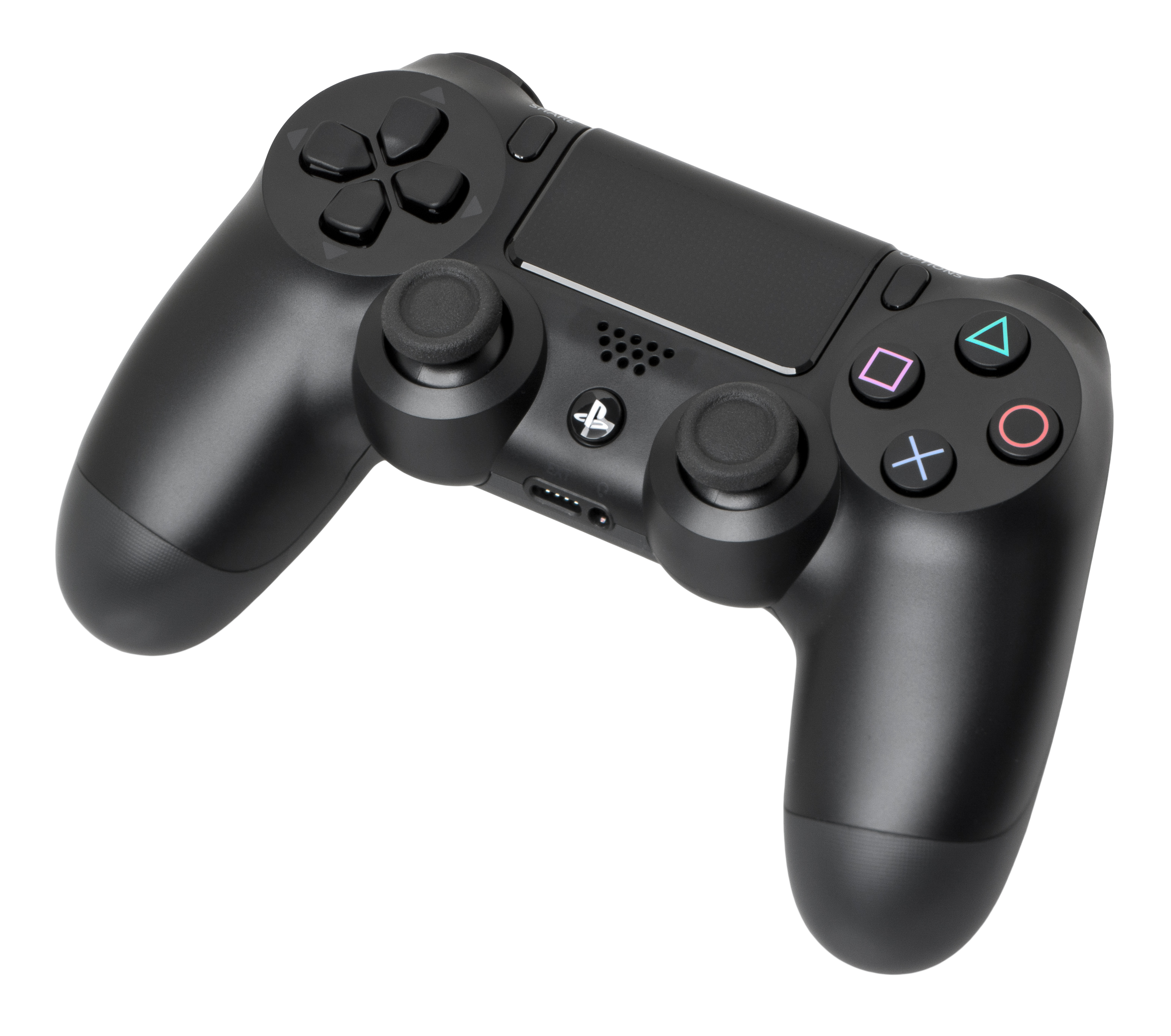
Bộ điều khiển DualShock 4

DualShock 4 là bộ điều khiển chính của PlayStation 4; nó duy trì một thiết kế tương tự như bộ điều khiển thế hệ trước đó của bộ điều khiển DualShock, nhưng có thêm các tính năng bổ sung và thiết kế lại.
Một bổ sung chính cho DualShock 4 là một bảng chạm; nó có khả năng vuốt khi nhập bàn phím hoặc nhấn xuống dưới dạng nút. Các nút "Bắt đầu" và "Chọn" đã được thay thế bằng các nút "Tùy chọn" và "Chia sẻ"; thiết bị này được thiết kế để cho phép truy cập vào các tính năng mạng xã hội của PlayStation 4 (bao gồm phát trực tiếp, quay video và chụp màn hình). DualShock 4 được cung cấp bởi pin lithium-ion không thể tháo lắp được, có thể sạc bằng đầu nối micro USB. Bộ điều khiển cũng có loa nội bộ và một lỗ cắm tai nghe cho tai nghe.
Để theo dõi chuyển động, DualShock 4 có cảm biến định hướng nhạy cảm hơn so với bộ điều khiển Sixaxis và DualShock 3 của PS3. Một "thanh ánh sáng" LED đã được bổ sung thêm vào mặt trước của bộ điều khiển; nó được thiết kế để cho phép phụ kiện PlayStation Camera tiếp tục theo dõi chuyển động của nó, nhưng cũng có thể được sử dụng để cung cấp hiệu ứng hình ảnh và thông tin phản hồi trong các trò chơi.Ví dụ:Trong trò chơi Grand Theft Auto V, thanh ánh sáng trên tay cầm sẽ bắt đầu nhấp nháy đèn hiệu cảnh sát khi người chơi bị cảnh sát truy nã.
Mặc dù PS4 và DualShock 4 tiếp tục sử dụng Bluetooth cho kết nối không dây, nhưng bộ điều khiển không tương thích với bộ điều khiển PlayStation 3. Một ngoại lệ là bộ điều khiển chuyển động PlayStation Move ban đầu được phát hành cho PS3, được chính thức hỗ trợ để sử dụng với PlayStation Camera. Vào tháng 10/2013, Shuhei Yoshida tuyên bố trên Twitter rằng DualShock 4 sẽ hỗ trợ "các chức năng cơ bản" khi gắn máy tính cá nhân. Vào tháng 12 năm 2016, nền tảng Steam của Valve được cập nhật để cung cấp chức năng tùy chỉnh và điều khiển cho DualShock 4.

### Camera

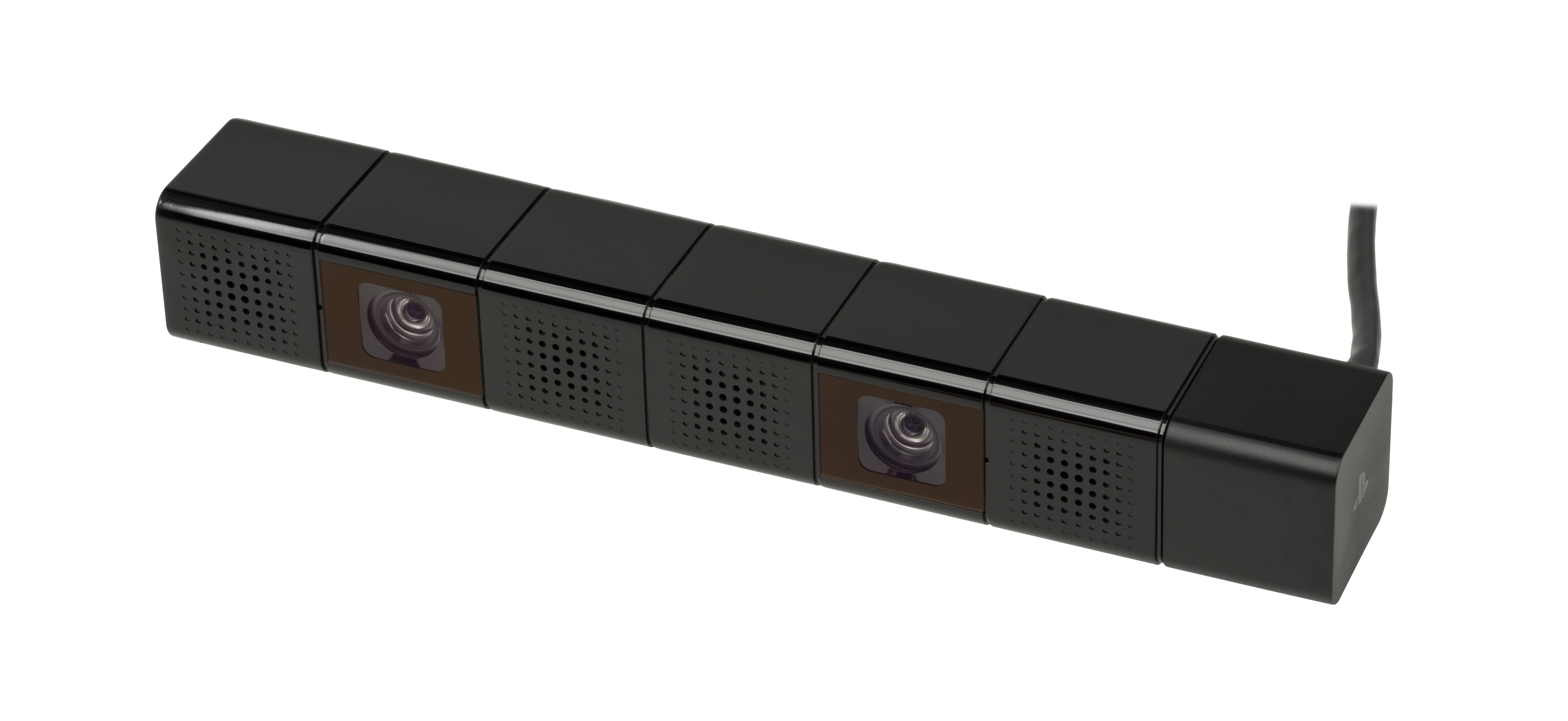
Camera PlayStation 4

### PlayStation VR

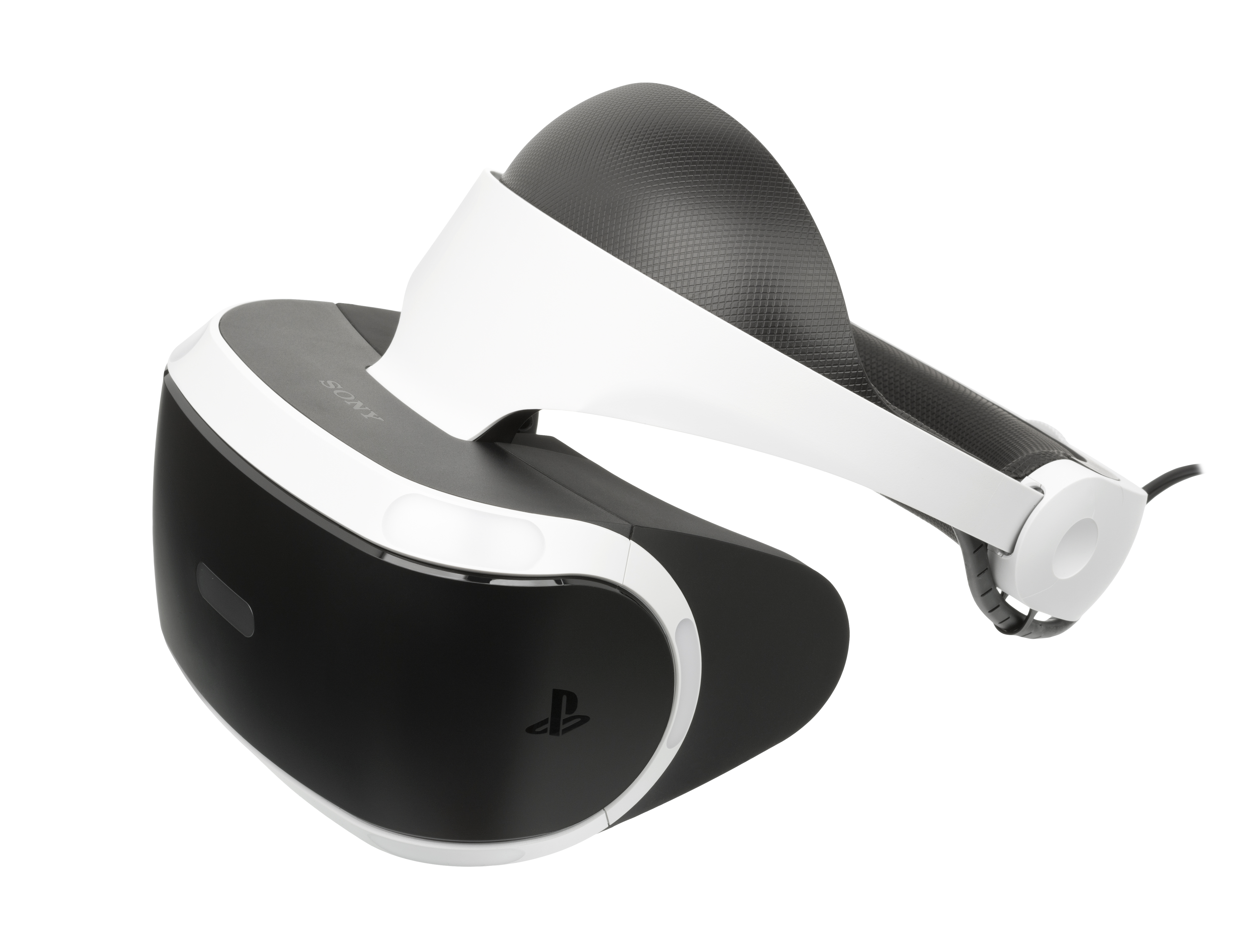
PlayStation VR thế hệ đầu tiên

Vào tháng 3 năm 2014, Sony giới thiệu "PlayStation VR", một máy thực tế ảo cho PlayStation 4 với màn hình OLED gắn trên đầu có độ phân giải 1080p và góc nhìn 100 độ.

## Phần mềm và dịch vụ

### Phần mềm hệ thống PlayStation 4
PS4 chạy trên hệ điều hành có tên là "Orbis OS".
Bộ điều khiển không yêu cầu kết nối Internet để sử dụng, mặc dù có nhiều tính năng hơn khi kết nối.
Bộ điều khiển có giao diện trình đơn có tiêu đề "PlayStation Dynamic Menu", với nhiều màu sắc khác nhau. Nó hiển thị hồ sơ của người chơi, hoạt động gần đây, thông báo, và các chi tiết khác như các danh hiệu đã được mở khóa. Nó cho phép nhiều tài khoản sử dụng, và tất cả đều có mật mã của riêng họ. Mỗi tài khoản người chơi có tùy chọn để chia sẻ tên thật của họ với bạn bè, hoặc sử dụng biệt danh trong các tình huống khác khi ẩn danh là quan trọng. Hồ sơ trên Facebook có thể được kết nối với các tài khoản PlayStation Network, giúp bạn nhận ra bạn bè dễ dàng hơn. Màn hình chính mặc định có nội dung thời gian thực từ bạn bè. Nguồn cấp dữ liệu hoạt động "Những điểm mới" bao gồm phương tiện chia sẻ, trò chơi đã chơi gần đây và các thông báo khác. Các dịch vụ từ các nhà cung cấp bên thứ ba, như Netflix và Amazon Video, có thể truy cập được trong giao diện màn hình chính và thư viện. Trò chơi đa nhiệm có sẵn trong suốt quá trình chơi game, chẳng hạn như mở trình duyệt hoặc quản lý trò chuyện nhóm, và chuyển đổi giữa các ứng dụng được thực hiện bằng cách nhấn đúp vào nút "PS".
PlayStation Camera hoặc micrô cho phép người dùng điều khiển hệ thống sử dụng micrô để điều khiển. Người chơi có thể chỉ định giao diện để bắt đầu trò chơi, chụp màn hình và lưu video. Hãy nói "PlayStation" bắt đầu vận hành ứng dụng hay thao tác bằng giọng nói, và "Tất cả các lệnh" hiển thị một danh sách các lệnh có thể có.

### Các tính năng đa phương tiện
Phần mềm hệ thống PlayStation 4 hỗ trợ đĩa Blu-ray và DVD và chức năng 3D. Đĩa CD không được hỗ trợ phát trên PS4, nhưng các tập tin nhạc và video tùy chỉnh có thể được phát từ máy chủ và ổ đĩa USB DLNA bằng ứng dụng Trình phát đa phương tiện.

### Màn hình thứ hai và chơi từ xa
Điện thoại thông minh và máy tính bảng có thể tương tác với PlayStation 4 như các thiết bị màn hình thứ hai và cũng có thể đánh thức bộ điều khiển từ chế độ ngủ. Một điện thoại thông minh Sony Xperia, máy tính bảng hoặc PlayStation Vita có thể được sử dụng để chơi các trò chơi từ bộ điều khiển đến máy cầm tay, cho phép chơi các trò chơi được hỗ trợ từ xa trong nhà hoặc ở xa nhà. Sony có tham vọng tạo ra tất cả các trò chơi PS4 có thể phát trên PlayStation Vita. Các nhà phát triển có thể thêm các điều khiển cụ thể cho Vita để sử dụng qua Remote Play. Tính năng này sau đó được mở rộng để cho phép chức năng Play Remote của PS4 trên máy tính Microsoft Windows và trên máy Mac Apple OS X. Bản cập nhật, được phát hành vào tháng 4 năm 2016, cho phép chức năng Remote Play trên các máy tính chạy Windows 8.1, Windows 10, OS X Yosemite, và OS X El Capitan. Remote Play hỗ trợ các tùy chọn độ phân giải 360p, 540p và 720p (1080p hiện có trên PS4 Pro), tùy chọn tốc độ khung hình 30-60 FPS và DualShock 4 có thể kết nối qua USB.

## Tính năng mạng
Sony tập trung vào các khía cạnh "xã hội" như một tính năng chính của bộ máy chơi game. Mặc dù PS4 đã cải thiện các tính năng mạng, nhưng các tính năng này có thể tắt tùy theo ý của người dùng.

### Tạo cộng đồng
Người dùng có thể tạo hoặc tham gia các nhóm cộng đồng dựa trên sở thích cá nhân. Các cộng đồng bao gồm bảng thảo luận, danh hiệu và khoảnh khắc nổi bật được chia sẻ bởi các thành viên khác, cộng với khả năng tham gia trò chuyện nhóm và tham gia phiên trò chơi. Sony nói rằng "cộng đồng là một cách hay để giao tiếp với những người chơi cùng chí hướng", đặc biệt khi "bạn muốn tham gia một trận đấu đội nhiều người chơi, nhưng không có đủ bạn bè".

### Chia sẻ ảnh và video
Bộ điều khiển DualShock 4 có nút "CHIA SẺ", cho phép người chơi ghi lại video clip trong 60 phút cuối của trò chơi và chụp ảnh màn hình để chia sẻ. Ảnh và video được tải liên tục từ máy chơi game PS4 đến người dùng PSN khác hoặc các trang mạng xã hội như Dailymotion, Facebook, Twitter và YouTube, hoặc người dùng khác có thể sao chép ảnh và video vào USB và tải lên mạng xã hội hoặc trang web theo ý muốn của họ. Người chơi cũng có thể sử dụng một ứng dụng chỉnh sửa video miễn phí có tên là ShareFactory để cắt và chỉnh sửa các video clip yêu thích của họ, thêm nhạc tùy chỉnh hoặc bình luận bằng giọng nói với các hiệu ứng màn hình xanh. Bản cập nhật tiếp theo đã thêm tùy chọn cho bố cục ảnh trong ảnh, khả năng tạo ảnh ghép và ảnh động GIF.

### Phát trực tiếp
Game thủ có thể xem trực tiếp các trò chơi mà bạn bè đang chơi thông qua giao diện PS4 hoặc phát trực tiếp cách chơi của riêng họ qua DailyMotion, Twitch, Ustream, Niconico hoặc YouTube Gaming, cho phép bạn bè và các thành viên của công chúng xem và bình luận từ các trình duyệt và thiết bị khác. Nếu người dùng không truyền màn hình, một người bạn có thể gửi cho họ thông báo "Yêu cầu xem".

### Chia sẻ Phiên chơi
Chia sẻ Phiên chơi cho phép người dùng mời một người bạn trực tuyến tham gia phiên chơi của họ thông qua phát trực tuyến, ngay cả khi họ không sở hữu bản sao của trò chơi. Người dùng có thể vượt qua quyền kiểm soát trò chơi hoàn toàn cho người dùng từ xa hoặc tham gia vào nhiều người chơi hợp tác như thể họ đã có mặt. Mark Cerny nói rằng sự hỗ trợ từ xa đặc biệt hữu ích khi đối mặt với một trở ngại có khả năng đánh bại game. "Bạn thậm chí có thể thấy rằng bạn của bạn đang gặp rắc rối và tiếp cận thông qua mạng để tiếp nhận bộ điều khiển và hỗ trợ họ thông qua một số phần khó khăn của trò chơi", ông nói. Chia sẻ Phiên chơi yêu cầu đăng ký PlayStation Plus và chỉ có thể sử dụng trong một giờ tại một thời điểm.

## Trò chơi
Các trò chơi PlayStation 4 được phân phối tại cửa hàng bán lẻ đĩa và dưới dạng tải xuống thông qua PlayStation Store. Trò chơi không bị khóa khu vực, do đó, các phiên bản game được mua ở một khu vực có thể được chơi trên máy chơi game ở tất cả các vùng và người chơi có thể đăng nhập vào bất kỳ máy PS4 nào để truy cập toàn bộ thư viện trò chơi của họ.

### Khả năng tương thích ngược
PlayStation 4 không tương thích với bất kỳ game nào dành cho hệ máy PlayStation cũ, bao gồm PlayStation 3 và PlayStation 2.
Các phiên bản mô phỏng của các trò chơi PS2 và PlayStation Portable được chọn khả dụng để mua qua PlayStation Store, được nâng cấp lên độ nét cao và hỗ trợ các tính năng mạng của PS4. Trò chơi PS3 được chọn khả dụng để phát trực tuyến qua dịch vụ PlayStation Now có trả phí.

### PlayStation Now
Vào tháng 12 năm 2013, Andrew House đã chỉ ra rằng Sony đang lên kế hoạch triển khai dịch vụ chơi game trên nền tảng cho PS4 ở Bắc Mỹ trong quý 3 năm 2014, với sự ra mắt của châu Âu vào năm 2015.
Vào tháng 12 năm 2013, Andrew House đã chỉ ra rằng Sony đang lên kế hoạch triển khai dịch vụ chơi game trên nền tảng cho PS4 ở Bắc Mỹ trong quý 3 năm 2014, với sự ra mắt của châu Âu vào năm 2015. Tại Consumer Electronics Show vào ngày 7 tháng 1 năm 2014, Sony ra mắt PlayStation Now, một dịch vụ phân phối kỹ thuật số ban đầu sẽ cho phép người dùng truy cập trò chơi PlayStation 3 trên PS4 thông qua hệ thống phát trực tuyến dựa trên đám mây, mua trò chơi riêng lẻ hoặc qua đăng ký. Đây là giải pháp cho việc không có khả năng tương thích ngược trên phần cứng của máy chơi game. Bản thử nghiệm mở rộng của Hoa Kỳ đã được phát hành vào ngày 31 tháng 7 năm 2014 và phát hành chính thức vào ngày 13 tháng 1 năm 2015. PlayStation Now đang ở phiên bản thử nghiệm giới hạn tại Vương quốc Anh.

## Phát hành

### Doanh số
| Vùng          | Lượng hàng đã bán suốt đời theo khu vực     | Lượng hàng đã bán suốt đời theo quốc gia |
| ------------- | ------------------------------------------- | --- |
| Bắc Mỹ        | 30 triệu                                    | Hoa Kỳ 30 triệu (tính đến tháng 9 năm 2019) |
| Châu Âu       | +21 triệu                                   | Đức 7.2 triệu (tính đến tháng 9 năm 2019); Anh 6.8 triệu (tính đến tháng 9 năm 2019); Pháp ~6 triệu (tính đến tháng 9 năm 2019); Tây Ban Nha 700 ngàn (tính đến ngày 17 tháng 6 năm 2015); Ý ~500 ngàn (tính đến ngày 3 tháng 12 năm 2014) Bồ Đào Nha 100 ngàn(tính đến ngày 4 tháng 5 năm 2015) |
| Châu Á        | +10 triệu                                   | Nhật Bản 8.3 triệu (tính đến tháng 9 năm 2019) Trung Quốc ~1.5 triệu (tính đến ngày 2 tháng 8 năm 2018); Ấn Độ ~250,000 (tính đến tháng 3 năm 2018) |
| Khác          | 200,000                                     | Mexico, Brazil, Argentina ~150,000 (tính đến tháng 12 năm 2014) Nam Phi 50,000 (tính đến ngày 12 tháng 12 năm 2014) |
| Toàn thế giới | 106.0 triệu (tính đến 31 tháng 12 năm 2019) | 106.0 triệu (tính đến 31 tháng 12 năm 2019) |

Nhu cầu về PlayStation 4 rất mạnh. Tháng 8 năm 2013, Sony đã thông báo về việc đã có hơn một triệu đơn đặt hàng trước cho máy chơi game chỉ tính riêng lần ra mắt ở Bắc Mỹ, một triệu máy PlayStation 4 đã bán ra. Tại Vương quốc Anh, PlayStation 4 đã trở thành máy chơi game bán chạy nhất khi ra mắt, với 250.000 máy trong vòng 48 giờ và 530.000 trong năm tuần đầu tiên.
Ngày 7 tháng 1 năm 2014, Andrew House công bố trong một bài phát biểu quan trọng tại Consumer Electronics Show rằng 4,2 triệu máy PS4 đã bán sạch vào cuối năm 2013, với hơn 9,7 triệu đơn vị phần mềm bán ra. Ngày 18 tháng 2 năm 2014, Sony thông báo tính đến ngày 8 tháng 2, họ đã bán được hơn 5,3 triệu máy sau khi PS4 phát hành tại các thị trường Bắc Mỹ và Tây/Trung Âu. Trong vòng hai ngày đầu tiên phát hành tại Nhật Bản vào cuối tuần ngày 22 tháng 2 năm 2014, 322.083 máy đã bán hết. Doanh số game PS4 đã vượt 20,5 triệu ngày 13 tháng 4 năm 2014. Trong năm tài chính 2013 của Nhật Bản, nhu cầu tăng cao đối với PS4 đã giúp Sony đứng đầu bảng doanh thu bán máy chơi game toàn cầu, lần đầu tiên đánh bại Nintendo sau tám năm.
Theo dữ liệu do Nielsen công bố vào tháng 8 năm 2014, chín tháng sau khi phát hành PS4  31% doanh số là từ những người đã mua Wii và Xbox 360, không ai trong số đó mua PS3. Tại Gamescom 2014, có thông báo rằng 10 triệu máy PS4 đã bán ra trên toàn thế giới, và ngày 13 tháng 11, PlayStation 4 được công bố là máy chơi game bán chạy nhất ở Mỹ tháng thứ 10 liên tiếp.
Trong thông báo doanh thu đầu tiên năm 2015, ngày 4 tháng 1 Sony xác nhận họ đã bán 18,5 triệu máy PlayStation 4. Sony đã cập nhật số liệu bán ra trong suốt năm 2015: hơn 20 triệu máy tính đến ngày tính đến  ngày 3 tháng 3 năm  2015, hơn 30 triệu máy  tính đến  ngày 22 tháng 11 năm 2015, và hơn 35 triệu vào cuối năm 2015. Tính đến ngày 22 tháng 5 năm 2016, tổng số lượng bán ra trên toàn thế giới đạt 40 triệu. Tính đến tháng 12 năm 2018, hơn 91 triệu máy và hơn 876 triệu trò chơi PlayStation 4 đã được bán ra trên toàn thế giới. Tính đến tháng 10 năm 2019, PS4 đã bán 102,8 triệu lần, trở thành máy chơi trò chơi điện tử gia đình bán chạy thứ hai mọi thời đại, chỉ sau PlayStation 2.
PlayStation 4 ít nhất đã chiếm 70% thị phần  ở tất cả các nước Châu Âu, tính đến tháng 6 năm 2015.

## Những phiên bản thay đổi phần cứng
PlayStation 4 có thêm nhiều kiểu máy khác nhau: bản gốc, bản Slim và Pro. Các phiên bản kế tiếp đã thêm hoặc xóa các tính năng khác nhau và mỗi mô hình có các biến thể của tay cầm Phiên bản Giới hạn.

### PlayStation 4 Slim

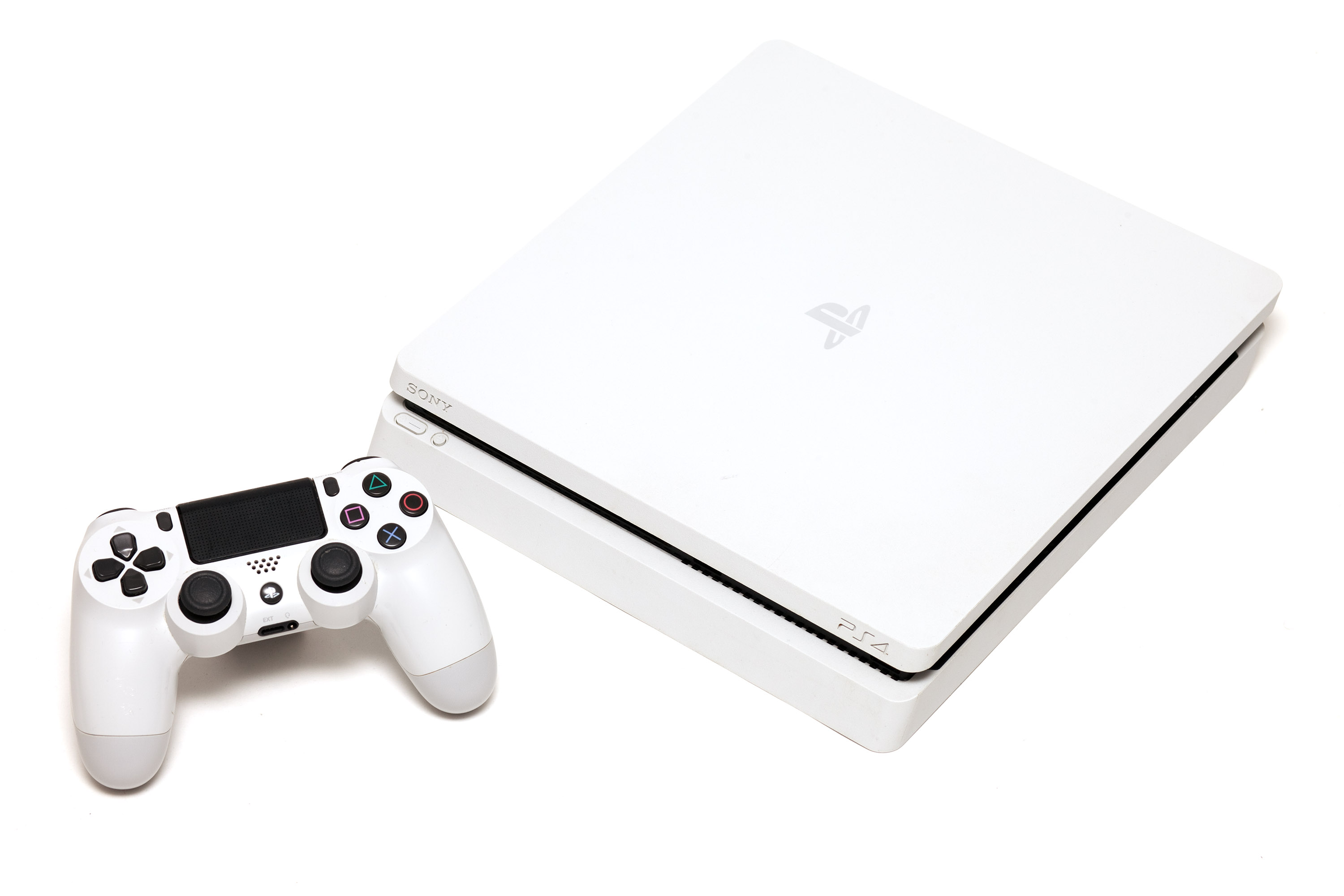
Máy PlayStation 4 Slim màu trắng

Ngày 7 tháng 9 năm 2016, Sony công bố một phiên bản sửa đổi phần cứng của PlayStation 4, model CUH-2000, thường gọi là PlayStation 4 Slim, không giống với mô hình ban đầu. Máy là một bản sửa đổi của phần cứng PS4 ban đầu với hệ số hình thức nhỏ hơn; Máy có thân hình bo tròn bốn góc với lớp hoàn thiện mờ ở phía trên cùng chứ không phải là lớp hoàn thiện hai tông màu, và kích thước nhỏ hơn 40% so với bản đầu. Hai cổng USB ở mặt trước đã được cập nhật lên chuẩn USB 3.1 mới hơn và khoảng cách giữa chúng xa hơn, cổng âm thanh quang học đã bị loại bỏ. Model này cũng có hỗ trợ USB 3.1, Bluetooth 4.0 và Wi-Fi 5,0 GHz.
Máy phát hành ngày 15 tháng 9 năm 2016, mô hình 500 GB có cùng mức giá với PlayStation 4 bản gốc.
Ngày 18 tháng 4 năm 2017, Sony thông báo rằng họ đã thay thế phiên bản này thành phiên bản 1 TB với cùng mức giá.

### PlayStation 4 Pro

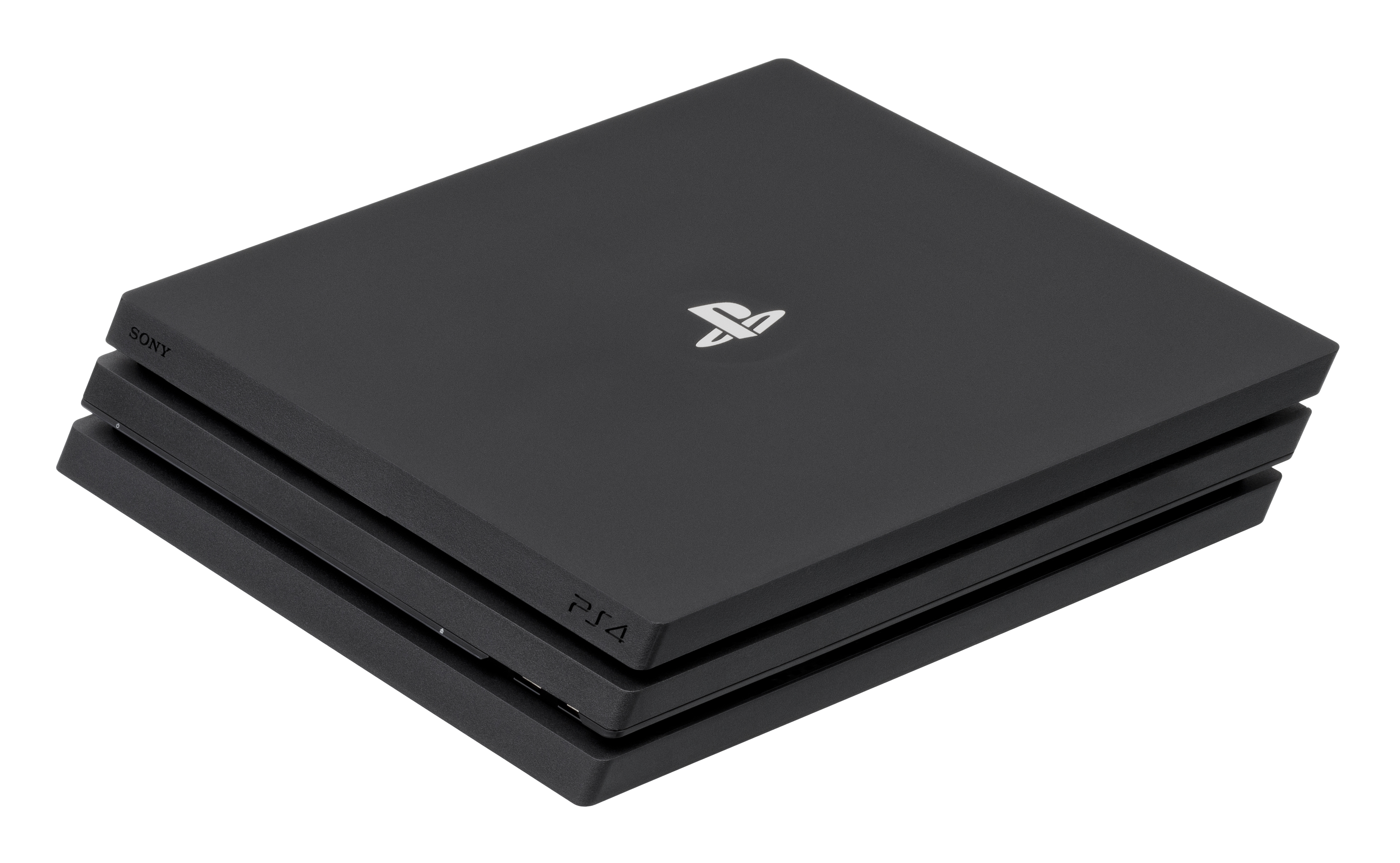
Máy PlayStation 4 Pro

PlayStation 4 Pro (tên mã Neo, số model CUH-7000) ra mắt ngày 7 tháng 9 năm 2016 và ra mắt trên toàn thế giới ngày 10 tháng 11 năm 2016. Đây là phiên bản nâng cấp của PlayStation 4 với phần cứng được cải tiến để có thể hiển thị 4K và cải tiến hiệu suất PlayStation VR, như nâng cấp GPU với sức mạnh xử lý 4,2 teraflop và hỗ trợ phần cứng để cho ra kết xuất bàn cờ, và xung nhịp CPU cao hơn. Như PS4 "Slim", mô hình này cũng hỗ trợ USB 3.1, Bluetooth 4.0 và Wi-Fi 5.0 GHz. PS4 Pro cũng có 1 GB bộ nhớ DDR3 dùng để hoán đổi các ứng dụng chạy nền không phải trò chơi, để cho các trò chơi có thể sử dụng thêm 512 MB bộ nhớ GDDR5 của máy. Mặc dù khả năng phát trực tuyến video 4K, PS4 Pro không hỗ trợ Ultra HD Blu-ray.

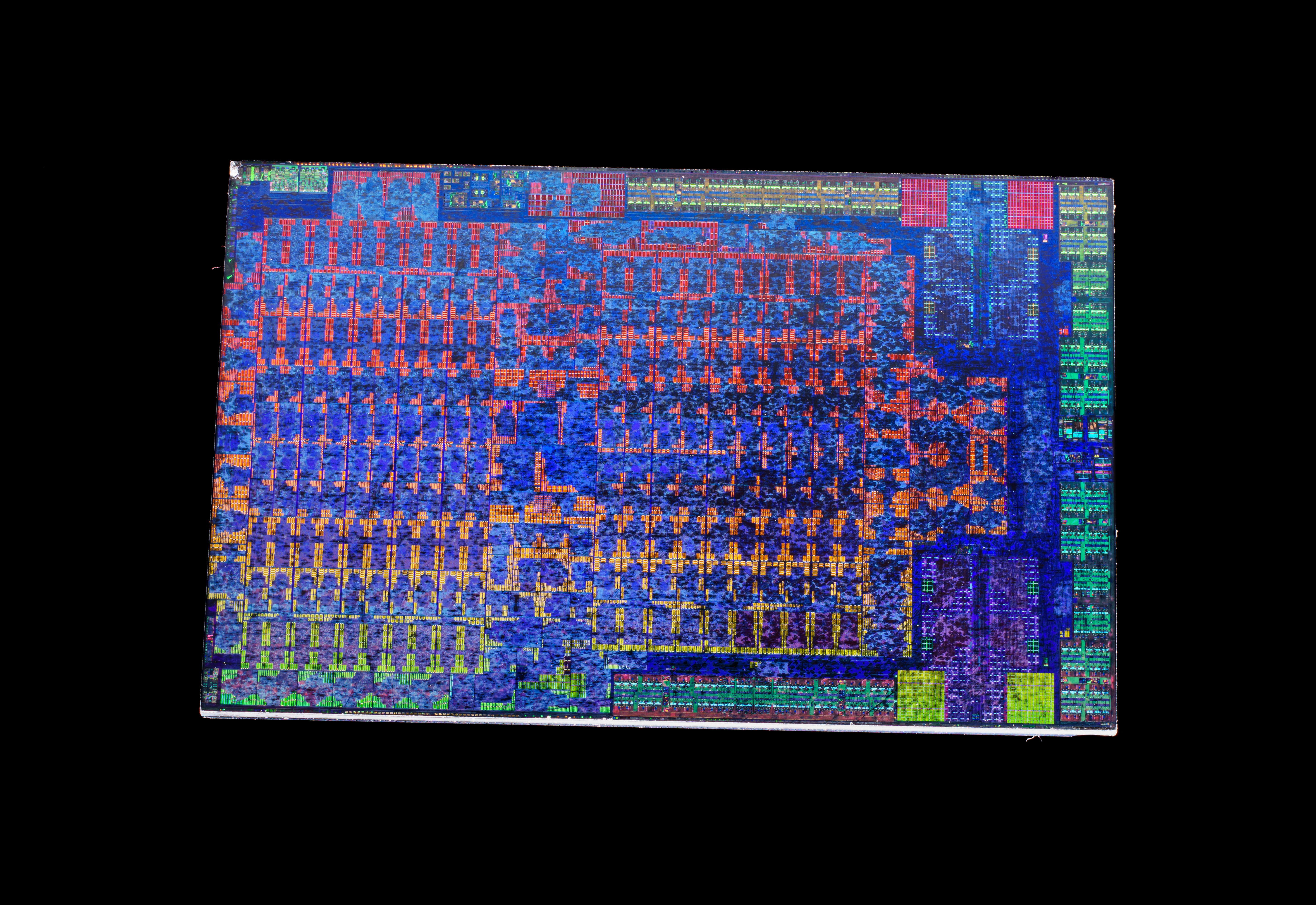
Ảnh hồng ngoại chụp bo mạch APU của PS4 Pro

Các game do Sony tiếp thị với tên gọi PS4 Pro Enhanced sẽ được tối ưu hóa khi chơi trên máy này, chẳng hạn như thể hiện đồ họa có độ phân giải 4K và/hoặc hiệu suất cao hơn. Đối với các trò chơi không được tối ưu hóa cụ thể, phần mềm hệ thống 4.5 có một tùy chọn gọi là "Chế độ tăng cường", có thể bật lên để ép tốc độ xung nhịp CPU và GPU mạnh hơn trên các game hiện có để cải thiện hiệu suất.
Các kỹ thuật kết xuất khác nhau và các tính năng phần cứng cho ra các game chạy ở độ phân giải 4K. Giám đốc kỹ thuật PlayStation là Mark Cerny giải thích rằng Sony không thể "ép buộc bạo lực" 4K mà không gây ảnh hưởng lên yếu tố hình thức và chi phí, vì vậy máy chỉ có thể hỗ trợ "kỹ thuật kết xuất hợp lý" bằng cách sử dụng phần cứng tùy chỉnh, "khử răng cưa theo thời gian và không gian bằng các thuật toán", và "nhiều tính năng mới từ kiến trúc AMD Polaris cũng như một số tính năng thậm chí còn xa vời hơn". Sử dụng kết xuất bàn cờ là kỹ thuật nổi bật nhất, máy chỉ hiển thị các phần của cảnh bằng cách sử dụng mẫu theo dạng bàn cờ, sau đó dùng các thuật toán để điền vào những phân đoạn không được hiển thị. Cuối cùng là làm mịn màn hình kẻ ô vuông bằng cách sử dụng bộ lọc khử răng cưa. Hermen Hulst của Guerrilla Games giải thích rằng PS4 Pro có thể hiển thị một cái gì đó "về mặt cảm quan gần [tới 4K] đến mức bạn sẽ không thể thấy sự khác biệt".